# Carne di orso

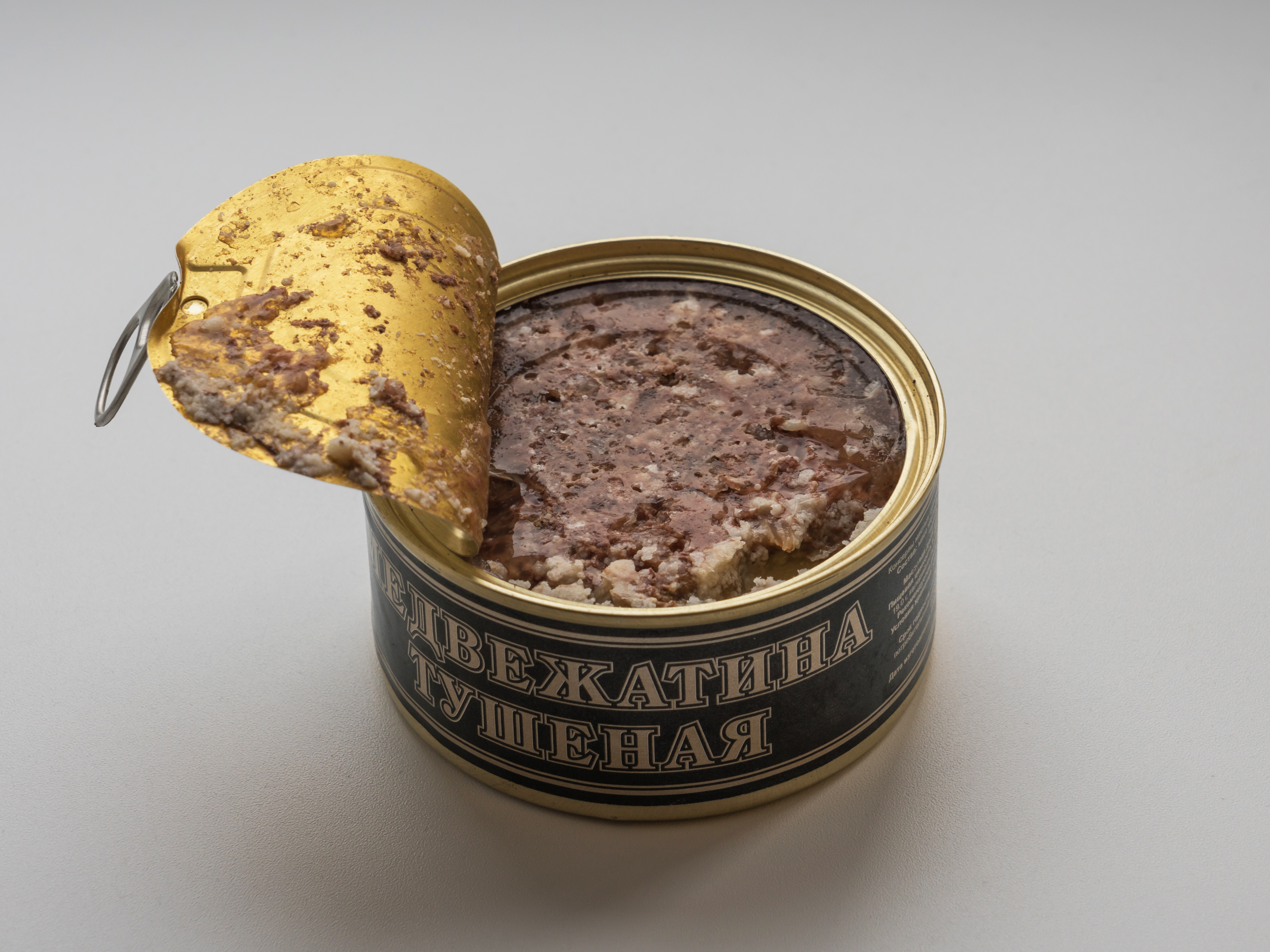
Carne di orso in scatola venduta in Russia

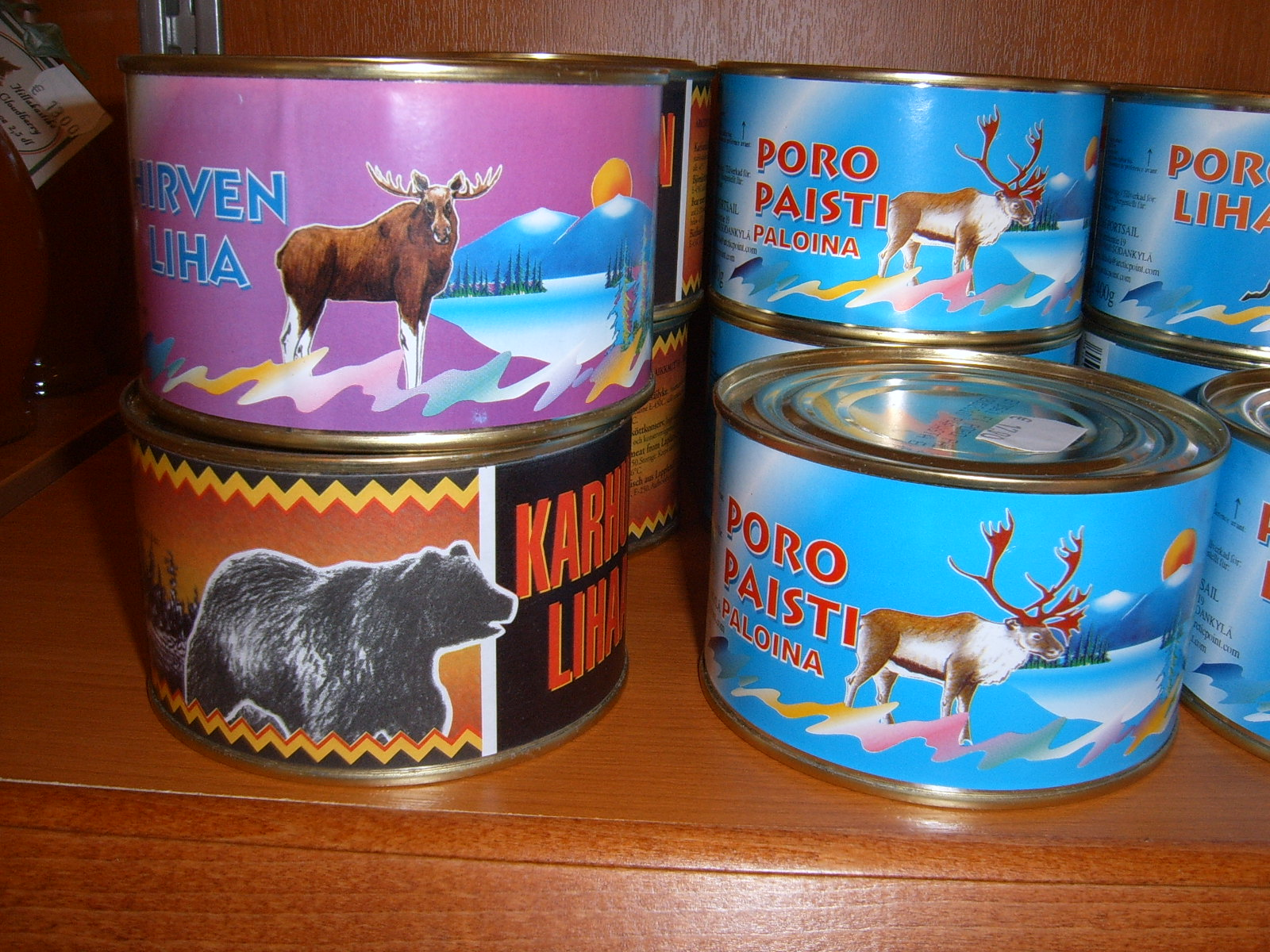
Carne di selvaggina (alce, orso e renna) venduta in Finlandia

La carne di orso è la carne di selvaggina derivata dalla macellazione dell'orso. Gli orsi (cacciabili solo in alcuni paesi, principalmente per la loro pelliccia e la carne) appartengono alla diffusa famiglia di mammiferi Ursidae con diverse specie, tra cui l'orso nero asiatico (Ursus thibetanus), l'orso polare (Ursus maritimus) e l'orso grizzly (Ursus arctos horribilis).

## Storia
La carne di orso è stata consumata fin dall'antichità.  I Galli stufavano la carne dell'orso e in America del Nord il grasso dell'orso era apprezzato per cucinare. All'inizio dell'America coloniale c'erano grandi popolazioni di orsi bruni e neri (Ursus americanus) e la loro carne era un'importante fonte di cibo, soprattutto nelle colonie orientali. Sebbene la carne di orso avesse un sapore aspro e fosse spesso fibrosa, per molti americani la coscia di orso era una prelibatezza. Il grasso d'orso fuso veniva usato come grasso da cucina e l'olio d'orso veniva conservato in sacchetti di pelle di cervo in molti luoghi. Un grizzly adulto produceva fino a dieci galloni di olio d'orso bianco e puro. Anche la carne d'orso veniva conservata. La carne di un grizzly poteva durare fino a un anno se trasformata in carne secca o pemmican. La carne di orso nero era ancora venduta nei mercati all'inizio del XIX secolo, ma poi scomparve in gran parte verso la metà del secolo. Poche ricette di carne d'orso sono apparse nei libri di cucina americani, ma l'orso è rimasto un piatto speciale nei ristoranti fino alla fine del XIX secolo. All'inizio del XIX secolo, alcuni gastronomi parigini riportarono in auge la carne di orso. Urbain Dubois preparò zampe d'orso con pancetta, marinate e brasate, poi grigliate e servite con una salsa fortemente speziata. Le zampe d'orso, acquistate in un mercato di Pechino intorno al 1912, venivano utilizzate in Cina per scongiurare il raffreddore.
Un tempo comune in Europa, soprattutto nelle regioni montuose, l'orso è oggi un animale molto raro e protetto.

## Caratteristiche
Poiché l'orso bruno e nero è un onnivoro, il sapore della sua carne varia notevolmente a seconda della dieta: ad esempio, quando l'animale si nutre principalmente di salmone, la sua carne assume un sapore di pesce; la sua carne è particolarmente apprezzata nei periodi in cui è prevalentemente vegetariano.
L'appetibilità della carne di orso è descritta come da buona a molto buona, a meno che l'animale non si sia nutrito di pesce. Gli intenditori raccomandano di congelare, conservare o mangiare la carne di orso entro una settimana dall'uccisione, poiché il sapore diventa più intenso con il passare del tempo. Charles Ranhofer (ex chef del ristorante Delmonico's di New York) raccomandava le bistecche d'orso, osservando che "la carne d'orso di animali giovani può essere grigliata e, una volta cotta, ha quasi lo stesso sapore del manzo".
Gli orsi sono portatori di parassiti; la loro carne deve essere sempre cotta prima del consumo per evitare di contrarre la trichinosi. Per questo motivo, molti cacciatori evitano la carne d'orso. Le zampe d'orso sono tra le parti più ricercate; in Cina, le "palme" d'orso sono tra le "otto prelibatezze" della cucina tradizionale, insieme al fegato di drago, alla fenice, al corpo di leopardo, alla coda di carpa, alla guancia dello Shifu, al gufo cornuto alla griglia e alla cicala. Anche in Europa, le zampe d'orso erano considerate uno dei piatti più popolari.

## Consumo

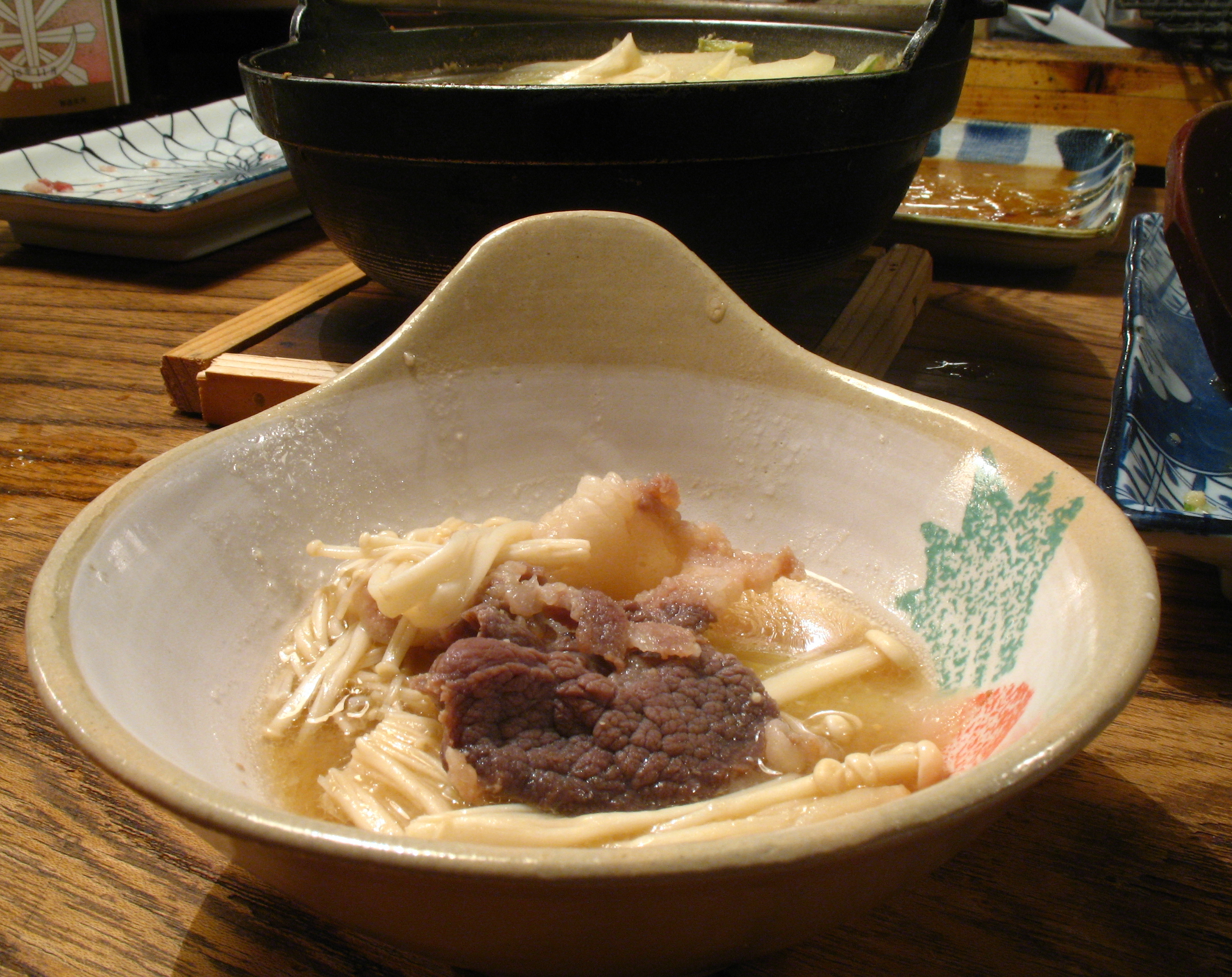
Zuppa d'orso (熊鍋, kuma-nabe) in Giappone

La carne di orso ha un elevato contenuto di proteine e grassi, paragonabile a quello del manzo. Le bistecche di orso possono essere preparate come quelle di manzo, ma poiché la carne può essere dura, si consiglia di marinarla in olio e vino o aceto per alcuni giorni. In alcuni Paesi, come la Thailandia, la carne di orso selvatico viene consumata cruda o poco cotta ed è quindi possibile fonte di trichinosi.
In Alaska, dove si stima una popolazione di circa 30.000 orsi bruni, la caccia all'orso viene praticata in autunno (in alcune aree anche in primavera). Gli orsi pesano meno in primavera e all'inizio dell'estate mentre ingrassano rapidamente alla fine dell'estate e in autunno: in questo periodo dell'anno, la maggior parte degli orsi maschi adulti pesa tra i 180 e i 410 kg, con individui estremamente grandi che arrivano a pesare fino a 640 kg. Le femmine pesano solo la metà o tre quarti. Le pelli di orso sono apprezzate dai cacciatori, ma la carne dell'orso bruno è generalmente considerata immangiabile e i cacciatori la mangiano raramente.
La carne di orso polare è un alimento tradizionale degli Inuit. Il grasso dell'orso polare viene consumato insieme alla carne essiccata. Si usa anche cucinare la carne di orso polare nel suo stesso grasso. L'orso polare è l'unico animale terrestre la cui carne e il cui grasso sono ricchi di acidi grassi omega-3. Il fegato dell'orso polare contiene invece livelli pericolosamente elevati di vitamina A, che possono causare mal di testa, confusione, nausea e desquamazione della pelle se mangiati. L'orso viene cacciato per la sua carne anche in Canada e Russia.
Dell'Ursus thibetanus vengono utilizzate quasi tutte le parti: la carne, il grasso e le zampe fanno da tempo parte della cucina e della medicina tradizionale asiatica, che ritiene che il loro consumo aumenti la forza e la resistenza a raffreddori e altre malattie. A Singapore, Hong Kong e in Corea del Sud, i piatti a base di zampe d'orso sono molto costosi e sono diventati uno status symbol.
Il grasso d'orso (in latino axungia ursi), come altri grassi animali, è stato utilizzato in passato anche per produrre medicinali.
Il prosciutto d'orso è un tipo di prosciutto ottenuto dalla carne di orso. Il prosciutto d'orso si ricava dalle zampe dell'orso e può essere affumicato o essiccato all'aria: può essere consumato cotto o crudo, servito anche come antipasto. Il prosciutto d'orso è diffuso in Russia, in alcuni Paesi europei e negli Stati americani:  viene lavorato allo stesso modo del prosciutto di maiale.
In Italia esiste una tradizione gastronomica della carne di orso in Veneto e Friuli, dove in ristoranti specializzati cucinano la carne su ordinazione, ma la carne proviene da orsi macellati all'estero nel rispetto della legge italiana che tutela gli orsi sul territorio nazionale dal 1939.